# Здуньска-Воля
Здуньска-Воля (пол. Zduńska Wola) — город в Польше, входит в Лодзинское воеводство, Здуньсковольский повят. Имеет статус городской гмины. Занимает площадь 24,58 км². Население — 44 890 человек (на 31.12.2004 (BDR — GUS)).

## Знаменитые уроженцы
- Эмиль Бонке — немецкий альтист, дирижёр и композитор
- Максимилиан Кольбе — католический святой
- Павел Круликовский — польский режиссёр и актёр
- Рафал Круликовский — польский актёр
- Лазарь Аронович Люстерник — советский математик
- Макс Фактор — американский бизнесмен
- Ян Янковский — польский актёр
- Якуб Харабет — философ

## См. также

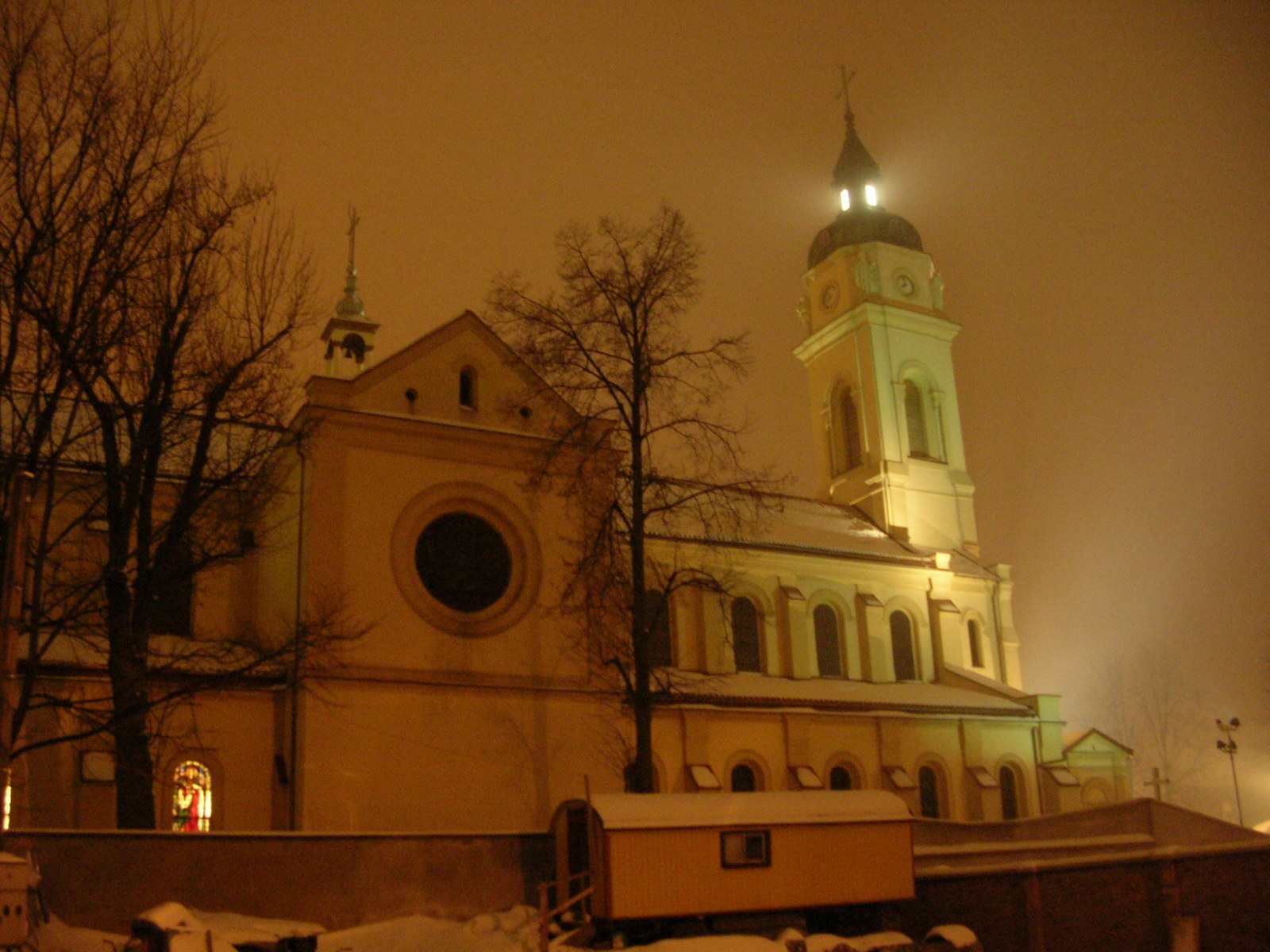
Костёл

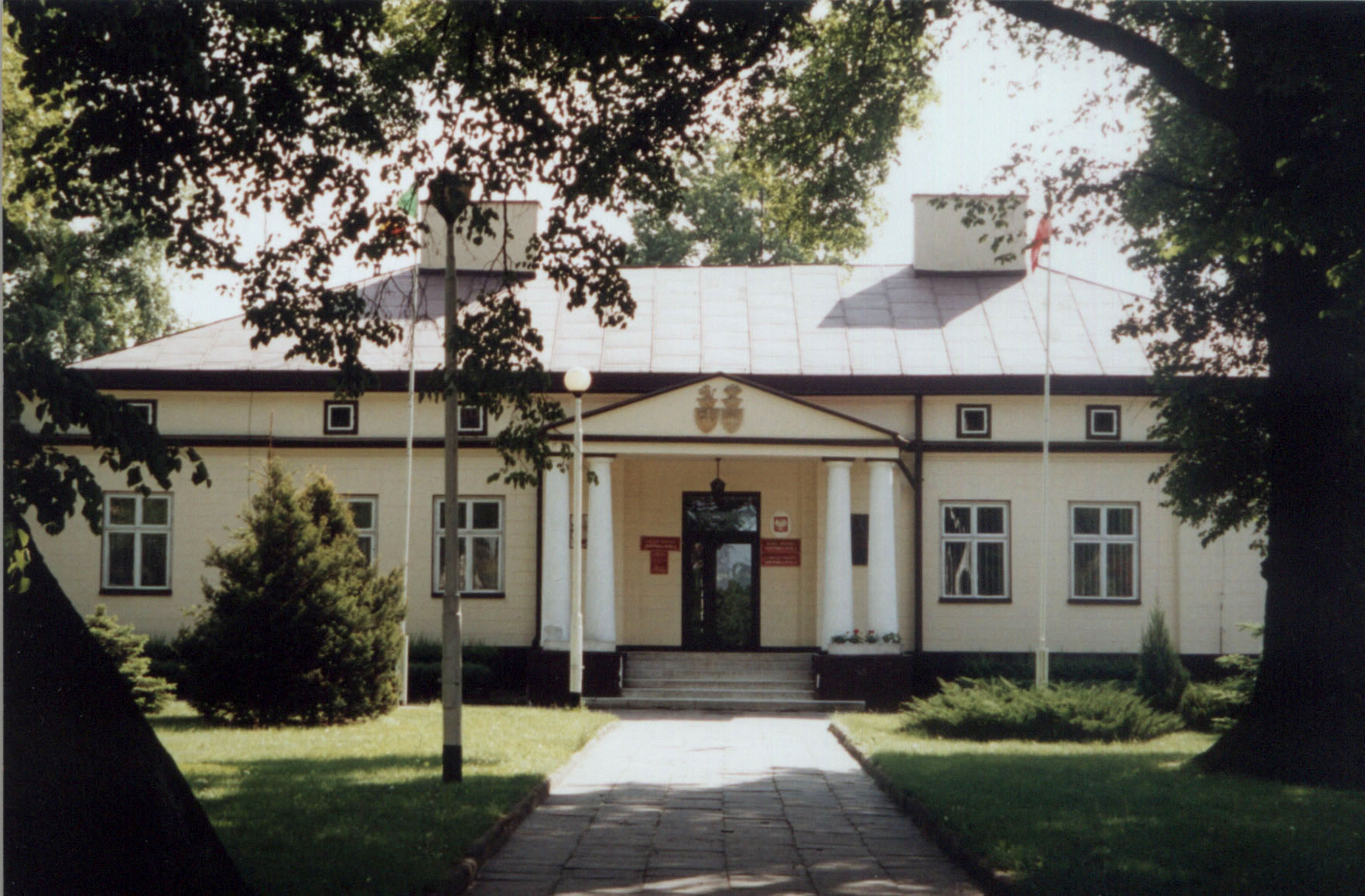
Здуньска-Воля